# Embajada de Argentina en Uruguay
La Embajada de Argentina en Uruguay es la principal y máxima representación diplomática argentina en Uruguay. Su sede principal se encuentra ubicada en la ciudad de Montevideo.

## Sedes
La Embajada Argentina en Uruguay cuenta con su sede principal  ubicada en el Centro de la ciudad de Montevideo, cuenta además con una residencia oficial para el embajador, ubicada en el barrio de Carrasco. 

### Sede
La sede principal de la Embajada Argentina en Montevideo data de los años treinta. La actual residencia fue propiedad de  Julio Mailhos Queirolo. Muchos de los materiales, como la escalera que va al jardín de la actual embajada, se trajeron de una propiedad perteneciente a la familia Mailhos ubicada en la entonces Avenida Agraciada y demolida para la construcción de la entonces Diagonal Agraciada (hoy llamada Avenida del Libertador). El 20 de agosto de 1956 la residencia fue heredada por el hijo de Julio Mailhos Queirolo y Magdalena Bonaba, Jorge Alberto Mailhos Bonaba, quien residió en la misma junto con su esposa Elsa Gandós Ferriolo. El matrimonio Mailhos Gandós residió en la casa hasta fines de los años 80. Luego estuvo desocupada entre cuatro y cinco años, antes de venderse al Estado Argentino. El 27 de noviembre de 1993, el Ministerio de Relaciones Exteriores y Culto adquiere la prioridad para convertirla en la futura embajada del país en Uruguay, durante dicha adquision  la Dra. Alicia Martínez Ríos se desempeñaba como embajadora en Uruguay. El precio de la compra fue de 620.000 dólares estadounidenses, dicha suma se convirtió a pesos uruguayos 2.666.000 (la cotización del dólar vigente era de pesos uruguayos 4.30)- La mudanza desde la Quinta de Berro, entonces sede  diplomática, sobre la Avenida Agraciada 3397, hacia la nueva sede en el Centro de Montevideo se efectuó el 4 de abril de 1994.

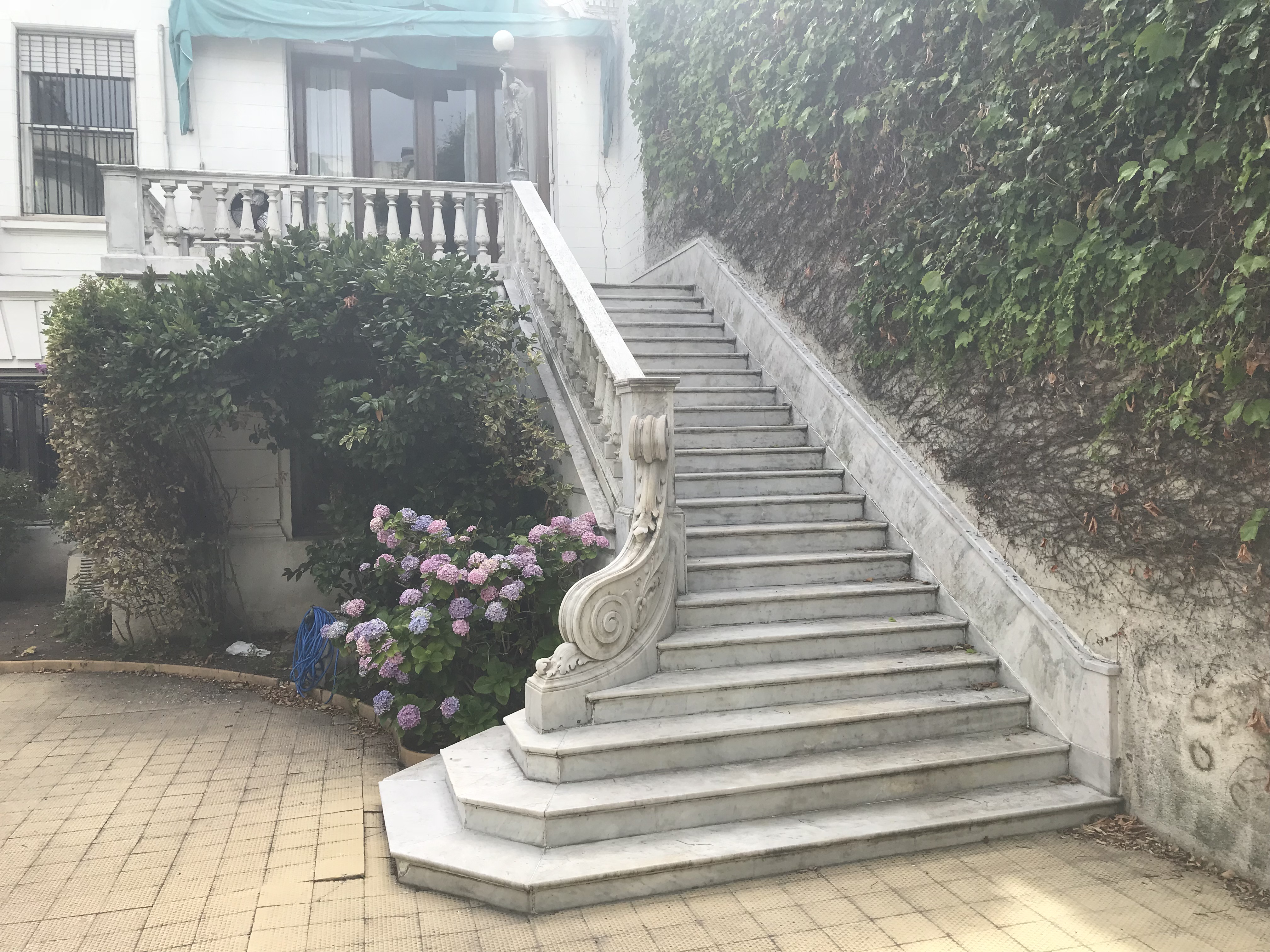
Escalera que va al jardín

#### Residencia Oficial
La residencia oficial de la Embajada Argentina en Uruguay, es la residencia de los embajadores designados para dicho rol. 
La actual residencia data del 20 de diciembre de 1945 cuando Pedro Sáenz Barabino en calidad de propietario del terreno ubicado en las calle San Lúcar, esquina Blanes Viale, presentó una solicitud de autorización para construir una vivienda que funcionara como su residencia ante la Intendencia Municipal de Montevideo. Según consta en dicho expediente, en ese momento aún no estaba designado que arquitecto proyectaría y dirigiría la obra. El 24 de diciembre de 1945, continuó los trámites para obtener el permiso de construcción, en dicha presentación figura como arquitecto el conocido arquitecto uruguayo Elezario Boix, quien finalizó las obras de edificación en febrero de 1946.
El terreno tiene una superficie de 4028 metros, 77 decímetros, de los cuales 89 metros 80 centímetros son del frente sobre la calle San Lúcar, y 39 metros, 19 centímetros corresponden al frente sobre la calle Pedro Blanes Viale.
Se transcriben a continuación algunas líneas de dicho expediente, donde se menciona que clase de materiales que se usarían en la edificación:

“La obra consiste en una casa habitación de dos plantas,… un pabellón para garage y habitaciones del chofer y jardinero…Esta obra se construirá en un todo de acuerdo con los planos y detalles de construcción que se acompañan, con materiales de primera calidad y según las buenas normas del arte de construir. Los cimientos se harán…empleándose hormigón ciclópeo sobre patín de cemento armado. Los muros serán de ladrillo, dobles en todo el contorno exterior…Los pilares y vigas y forjados de entrepisos y techo en cemento armado… Las fachadas se terminarán en imitación piedra arenisca dejándose los fondos de ladrillo visto… Los pisos… serán de mosaico nacional de mármol reconstruido de 0,20 por 0,20 en las zonas de servicio y en los baños, de 0,40 por 0,40 en los vestíbulos y galerías de circulación de la zona principal. El living, la sala, el comedor y el break Fast de parquet de roble a bastón roto. Los dormitorios y circulaciones interiores de planta alta de guatambú, pitiribí e incienso a bastón roto también. Todos se harán sobre hormigón de cascote debidamente apisonado. Las escalinatas exteriores serán de mármol. Las escaleras irán revestidas de piezas monolíticas de mármol reconstruido y llevarán baranda de hierro. Los zócalos serán de igual material que los pisos a que correspondan. Los cuartos de baño principales llevarán revestimientos de mayólica hasta 2,00 de altura. Los de servicio de baldosa blanca, la cocina y el Office de color ámbar. Sobre la losa de cemento armado que forma el techo se colocará una hilada de tejuela puesta de plano con mezcla de cal, sobre la cual irá la teja… Se hará la calefacción central con aire acondicionado. Las aberturas de madera serán de roble, incienso, o cedro…”
Fuente: Embajada Argentina en Uruguay

La inscripción en la Dirección General del Catastro Nacional N° 140.065, se realizó el día 9 de febrero de 1946. A mediados del mes de julio de 1951, el señor Pedro Saenz, inició una ampliación que incluía la construcción de un pórtico adosado en la fachada lateral derecha, el techado de un patio anexo a la residencia, cimentación, paredes, revoques, azotea, eléctricas, sanitarias, y reparaciones en el piso del pórtico. En dicha obra intervinieron los arquitectos Elezario Boix y Elezario Boix Larriera. Antes de que la adquiriese el Estado Argentino, la casa perteneció a la República de Corea, utilizada como residencia oficial del Embajador de ese país en Uruguay.
El 18 de diciembre de 1998 la propiedad fue adquirida por el Ministerio de Relaciones Exteriores y Culto. El 28 de mayo de 1999, el embajador Brig. Gral. Andrés Anonietti, inició ante la Intendencia Municipal los trámites para construir una piscina, de 6 metros de ancho por 12 de largo. El Arquitecto Antonio Chechi fue quién realizó la proyección y dirección de dicha construcción.
Finalmente, la residencia oficial fue inaugurada el 7 de diciembre de 1999 con presencia del entonces Presidente de la República, Carlos Saúl Menem, el 7 de diciembre de 1999.

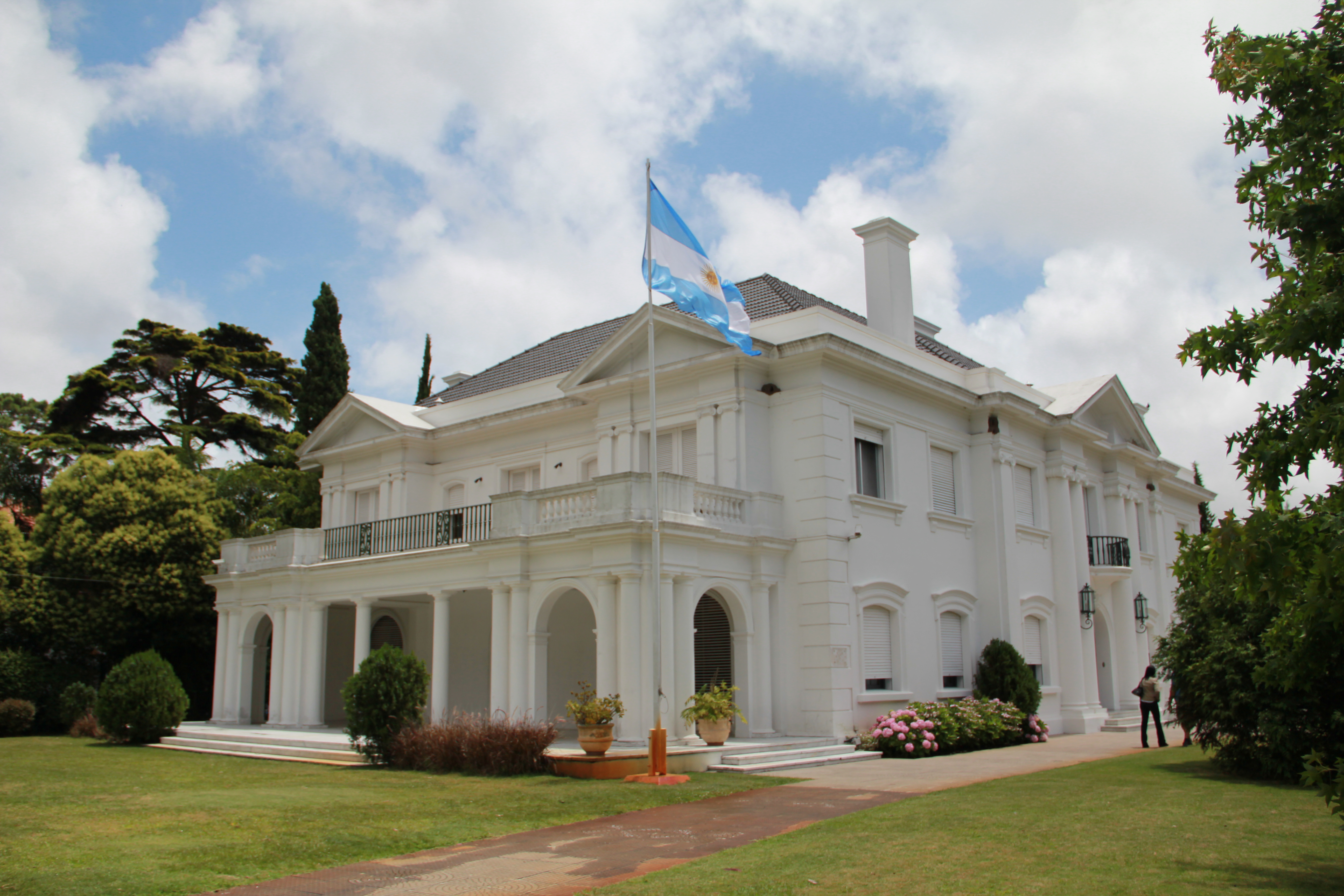
Residencia Oficial de la Embajada Argentina en Uruguay

## Embajadores
| Nombre                    | Período       | Cargo                 |
| ------------------------- | ------------- | --------------------- |
| Martín García Moritán     | 2024-presente | Embajador             |
| Alberto Iribarne          | 2020-2023     | Embajador             |
| Mario Domingo Barletta    | 2018-2019     | Embajador             |
| Guillermo Montenegro      | 2015-2017     | Embajador             |
| Miguel Dante Dovena       | 2010-2015     | Embajador             |
| Hernán Patiño Mayer       | 2002-2009     | Embajador             |
| Juan Manuel Casella       | 2000-2001     | Embajador             |
| Andrés Arnoldo Antonietti | 1998-1999     | Embajador             |
| Hernán Patiño Mayer       | 1995-1997     | Embajador             |
| Alicia Martínez Ríos      | 1993-1994     | Embajador             |
| Benito Llambí             | 1989-1992     | Embajador             |
| Carlos Humberto Perette   | 1984-1988     | Embajador             |
| Santiago Omar Riveros     | 1982-1983     | Embajador             |
| Guillermo de la Plaza     | 1974-1981     | Embajador             |
| Luis Santiago Sanz        | 1971-1973     | Embajador             |
| Ignacio Bunge             | 1969-1970     | Embajador             |
| José Álvarez de Toledo    | 1967-1968     | Embajador             |
| Pablo Santos Muñoz        | 1962-1966     | Embajador             |
| Gabriel del Mazo          | 1959-1961     | Embajador             |
| Diógenes Taboada          | 1958-1959     | Embajador             |
| Adolfo Lanús              | 1957-1958     | Embajador             |
| Alfredo Lorenzo Palacios  | 1955-1957     | Embajador             |
| Ernesto Bavio             | 1953-1955     | Embajador             |
| Luis H. Irigoyen          | 1948-1952     | Embajador             |
| Gregorio Martínez         | 1945-1947     | Embajador             |
| Carlos Quintana           | 1942-1944     | Embajador             |
| Roberto Levillier         | 1937-1941     | Embajador             |
| Paulino Llambí Campbell   | 1934-1936     | Embajador             |
| José María Cantilo        | 1931-1933     | Embajador             |
| Carlos de Estrada         | 1927-1930     | Embajador             |
| Juan Lagos Mármol         | 1922-1926     | Ministro              |
| Carlos de Estrada         | 1916-1921     | Embajador             |
| Enrique Moreno            | 1910-1915     | Ministro              |
| Alejandro Guesalaga       | 1905-1909     | Ministro              |
| Mariano Demaría           | 1902-1904     | Ministro              |
| Alejandro Paz             | 1897-1901     | Ministro              |
| Enrique Moreno            | 1891-1896     | Ministro              |
| Roque Sáenz Peña          | 1887-1890     | Ministro              |
| Benjamín Victorica        | 1885-1887     | Ministro              |
| Enrique Moreno            | 1882-1884     | Ministro              |
| Jacinto Villegas          | 1870-1881     | Encargado de negocios |
| Juan Thompson             | 1866-1869     | Encargado de negocios |
| José Mármol               | 1863-1865     | Agente Confidencial   |
| Delfín Huergo             | 1861-1862     | Encargado de negocios |
| Carlos Calvo              | 1855-1860     | Comisionado Especial  |
| Diógenes de Urquiza       | 1852-1862     | Encargado de negocios |
| Francisco Pico            | 1850-1852     | Encargado de negocios |
| Juan Correa Morales       | 1836          | Comisionado ad hoc    |

## Consulados

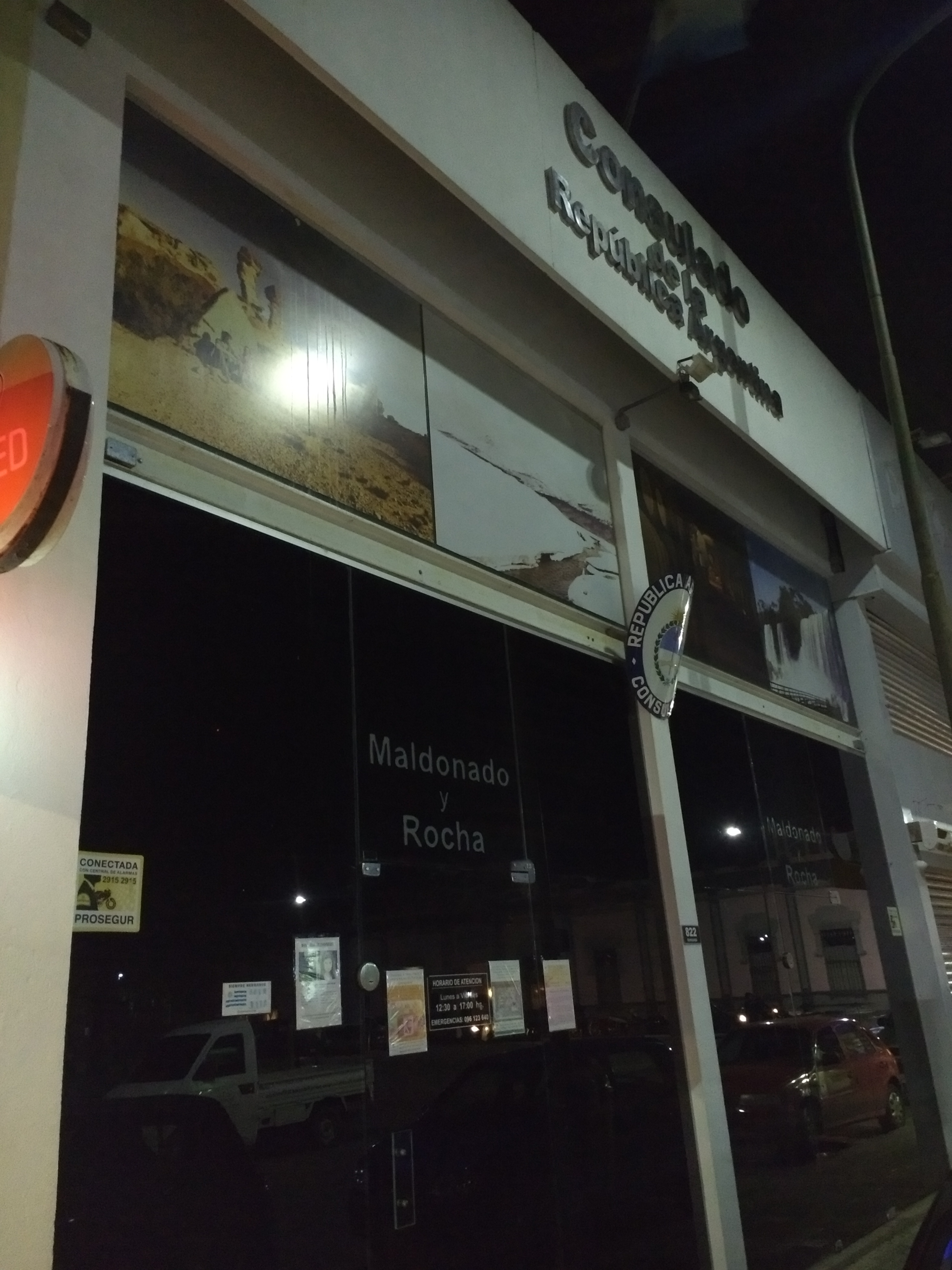
Consulado en Maldonado.

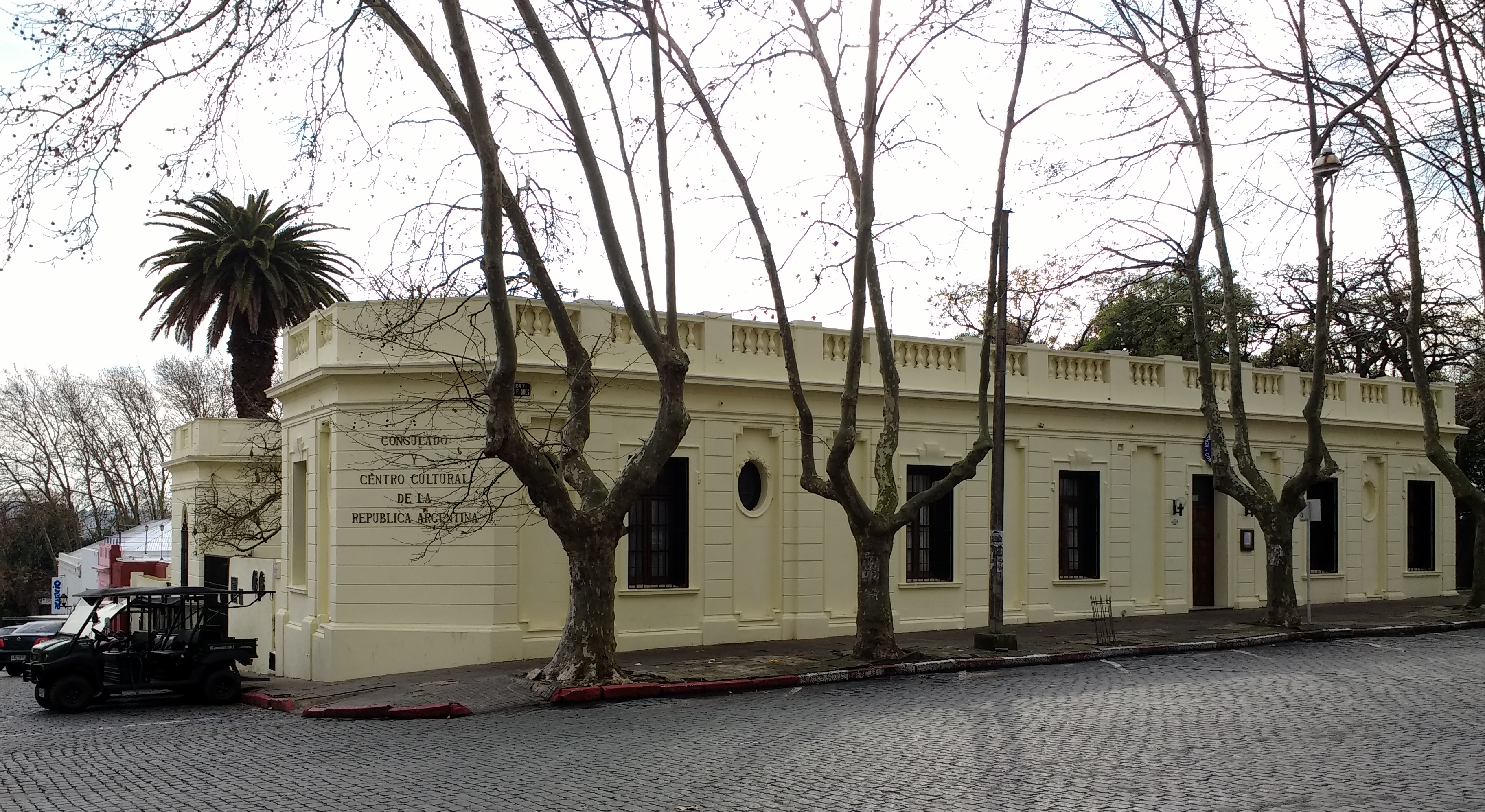
Consulado en Colonia.

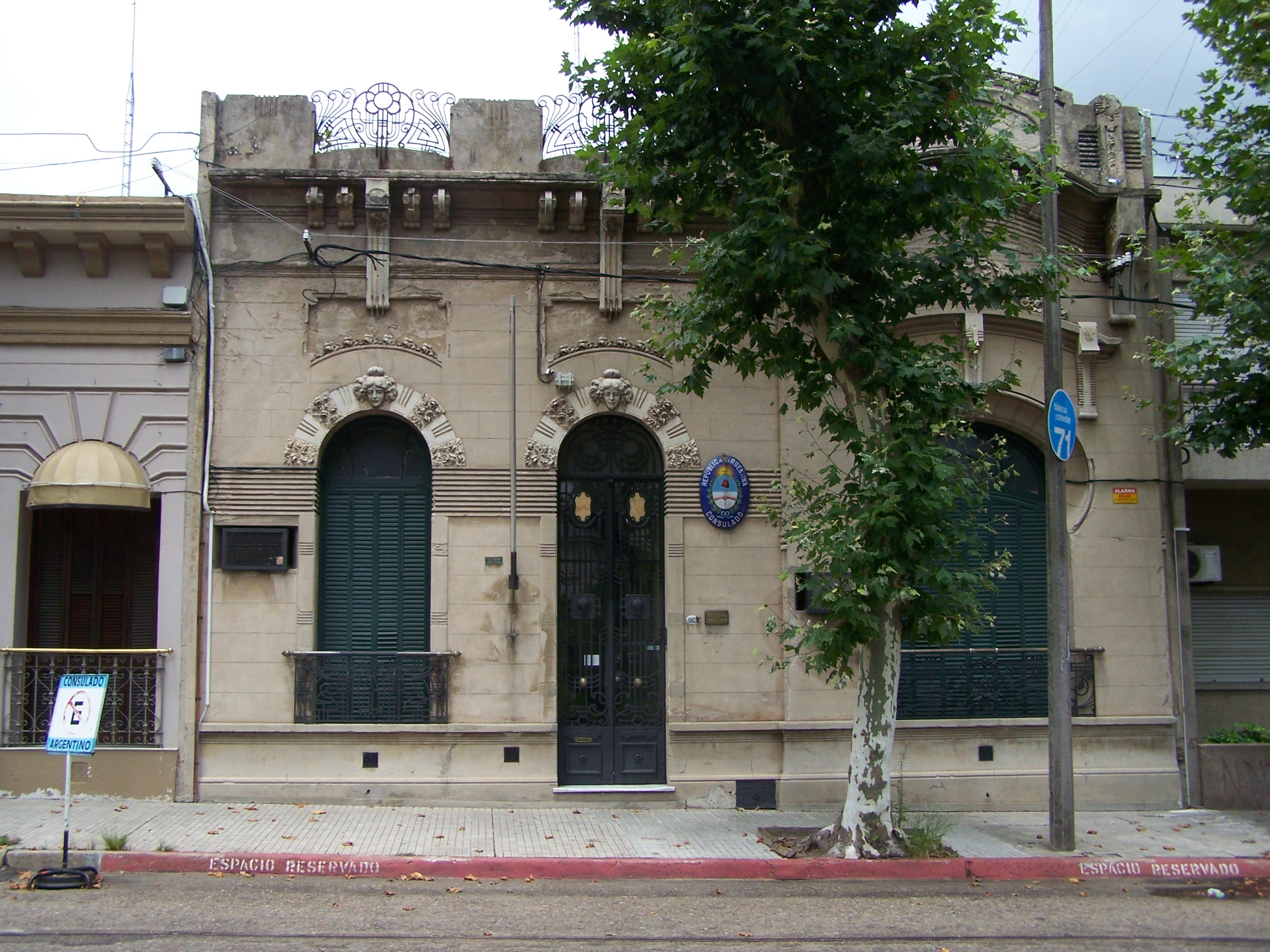
Consulado en Salto.

Además de la Embajada en Montevideo, Argentina posee un Consulado General y cinco (5) consulados en otras ciudades, éstas son:
- Montevideo
- Maldonado
- Colonia del Sacramento
- Fray Bentos
- Paysandú
- Salto

### Consulado General en Montevideo
El Consulado General en Montevideo está encabezado por la Cónsul General Cristina Dellepiane. Funciona en una sede por separado de la Embajada, en la calle Wilson Ferreyra Aldunate 1281, Montevideo. El edificio sede del Consulado General es una propiedad histórica, construida en 1926 y propiedad del Estado Argentino desde 1948. Se atiende al público de 13 a 18 hs. 
La circunscripción consular, establecida para este consulado abarca los departamentos de Montevideo, Lavalleja, Canelones, Florida, Treinta y Tres y Cerro Largo.

### Consulado en Maldonado
El Consulado de Argentina en Maldonado está encabezado por el Cónsul Andrés Basbus, y su dirección actual es Sarandí 822.
La circunscripción consular, establecida para este consulado abarca los departamentos de Maldonado y Rocha.

### Consulado en Colonia
El Consulado de Argentina en Colonia del Sacramento está encabezado por la Cónsul Mariana Bramano y su dirección actual es Avda. General Flores 209.
La circunscripción consular, establecida para este consulado abarca los departamentos de Colonia, Flores y San José.

### Consulado en Fray Bentos
El Consulado de Argentina en Fray Bentos está encabezado por el Cónsul Marcelo Irigoyen, y su dirección actual es Paraguay 3178. 
La circunscripción consular, establecida para este consulado abarca los departamentos de Río Negro, Durazno y Soriano.

### Consulado en Paysandú
El Consulado de Argentina en Paysandú está encabezado por la Cónsul Carola Del Río, y su dirección actual es Leandro Gómez 1034.
La circunscripción consular, establecida para este consulado abarca los departamentos de Paysandú y Tacuarembó.

### Consulado en Salto
El Consulado Argentino en Salto es una de las sedes consulares más antiguas de la República Argentina en el exterior. Su historia se remonta a, por lo menos, el año 1857, respondiendo al entonces "Gobierno de Paraná" hasta la unificación de la provincia de Buenos Aires con el resto de la Confederación Argentina en 1860.
Actualmente, está encabezado por la cónsul Carola del Río y funciona en las oficinas ubicadas en la calle Artigas 1162, frente a la plaza del mismo nombre.
El Consulado Argentino en Salto tiene competencia territorial para atender las cuestiones que se susciten en el ámbito de los departamentos de Salto, Artigas y Rivera.